# Lindsaea flabellifolia
Lindsaea flabellifolia là một loài thực vật có mạch trong họ Dennstaedtiaceae. Loài này được (Baker) Kuhn miêu tả khoa học đầu tiên.